# Francuski novi val
Francuski novi val (fr.: Nouvelle vague) bio je pokret ili žanr u okviru francuskog filma 1960-ih.
Novinari francuskog časopia Cahiers du cinéma odlučuju postaviti teoriju o auteuru, redatelju koji će se postaviti u centar cjelokupnog filmskog stvaranja a u praksi to radi snimanjem filma. Filmovi Jeana Renoiraa i Jeana Vigoa uzeti su za primjer. Raniji novinari časopisa François Truffaut s Les quatre cents coups  (hr. 400 udaraca) (1959.) i Jean-Luc Godard s À bout de souffle (hr. Do posljednjeg daha) (1960) predstavljaju začetnike Francuskog novog vala. Drugi redatelji koji su im se pridružili bili su Claude Chabrol, Jacques Rivette, Eric Rohmer, Louis Malle, Agnès Varda i Alain Resnais.
Dolazi do novih filmskih izražaja, kao npr. snimanje scena u jednom kadru u trajanu od 7 minuta. Filmovi su također obrađivali egzistencijalističke teme, s naglaskom na osobu i shvaćanje apsurdnosti čovječjeg bitka. No nisu samo ideja i izražaj bili važni već i kako je film sniman. Redatelji Novog vala snimali su često scene po gradovima i ulicama, distancirajući se od filmova snimljenih u studiju. Lake kamere, rasvjeta i zvučni rekviziti, bili su sredstva koja su redatelji uveliko koristili. Više filmova Novog vala prepoznatljivo je po stalnom pokretu, često sa scenama kada kamera prati protagoniste po pariškim ulicama.
Filmovi novog vala rađeni su s ograničenim resursima. Često su scene snimane po stanovima koji su pripadali prijateljima redatelja, tehničkom personalu ali i samim glumcima. Redatelji su bili prisiljeni improvizirati s opremom (koristeći npr. kolica za kupovinu kao pokretnu platforumu za kameru). Sve to je naravno negativno utjecalo i na stilska obilježja filma; npr. u Jean-Luc Godardovom Do posljednjeg daha snimljeno je nekoliko dugih scena koje nisu cijelo vrijeme bile iste kvalitete ali se nisu jednostavno mogle isjeći.
Novi val utjecao je i na američki film. Poslije Arthur Pennovog filma Bonnie i Clyde (1967.) redatelji novog Hollywooda; (Altman, Coppola, De Palma i Scorsese) krajem 1960-ih i početkom 1970-ih rade filmove inspirirane Novim valom. Čak je i mlađa generacija pokazala je da je Novi val imao utjecaj na njihov rad kao npr. Quentin Tarantino i Wes Anderson.